# Alliance des cœurs unis
L'Alliance des cœurs unis est une association de groupes de prière catholiques, sans reconnaissance canonique, fondée autour de Gaëtane de Lacoste Lareymondie, dénommée « Virginie » qui dit recevoir des révélations et des visions mystiques. L'association créée en 2014 revendique près de 3 000 membres, appelés « boutons de rose » et « roses ». 
Elle fait l'objet depuis mars 2022 de plusieurs signalements auprès d'associations anti-sectes et de la cellule « emprise et dérives sectaires dans l’Église catholique » de l'épiscopat français. La Commission doctrinale de la Conférence des évêques de France a également été saisie pour exprimer un avis sur la conformité à la foi catholique des messages délivrés par Gaëtane de Lacoste Lareymondie.

## Historique
Née en 1961, mère de cinq enfants, fille d'un médecin militaire, Gaëtane de Lacoste Lareymondie, dite « Virginie », a été élevée dans un milieu traditionaliste fidèle à Marcel Lefebvre,,. Elle est mariée depuis 1980. Son époux, Bruno de Lacoste Lareymondie, appartient à une famille qui compte notamment parmi ses membres l'homme politique français Alain de Lacoste Lareymondie (1921-2007). Gaëtane de Lacoste Lareymondie et son futur mari ont en 1977 participé à l’occupation de l'église Saint-Nicolas-du-Chardonnet à Paris aux côtés de proches de la Fraternité Saint-Pie X.
Au début des années 1990, Gaëtane de Lacoste Lareymondie collabore à Chrétiens Magazine, un périodique consacré aux apparitions mariales, messages du Ciel, et autres phénomènes miraculeux. Elle effectue pour le compte de cette publication des reportages sur des lieux de manifestations extraordinaires, interviewe de nombreuses « voyantes » et anime également des réunions autour de ces thèmes. En 1992, c'est lors d'un pèlerinage privé à Medjugorje, qu'elle fait la connaissance d'une femme qui lui demande d'aider une voyante, dénommée Martine, à retranscrire les messages qu'elle prétend recevoir du Christ et d'en assurer la publicité. « L'un d’eux annonce que les Capétiens reviendront gouverner
la France. » À partir de 2008, Gaëtane de Lacoste Lareymondie se dit elle-même bénéficiaire de messages et de visions depuis 1994 et se fait appeler « Virginie », son second prénom. Elle consigne ces prétendues révélations dans un livre en deux tomes paru en 2012 et 2016 Les secrets du Roi et en témoigne publiquement lors de réunions qui se multiplient en France au début des années 2010, se tenant notamment à Versailles, dans le Var et à Reims.

### Installation dans le diocèse de Bayonne
Le 19 avril 2014 les statuts de l'« Alliance des cœurs unis », dont le siège se trouve dans un quartier très isolé d'Hasparren, sont déclarés à la sous-préfecture de Bayonne. Sainte Thérèse d'Avila lui aurait révélé que le groupe ainsi constitué est « un Ordre Royal, c’est un Ordre Nouveau, pour les temps nouveaux pour bâtir la Civilisation de l’Amour. »,. C'est ainsi qu'est décrite la nouvelle association, sans aucune reconnaissance canonique, dans le livre Les Secrets du roi publié deux ans plus tôt par Gaëtane de Lacoste Lareymondie sous le pseudonyme de « Virginie ».
Marc Aillet, évêque de Bayonne consacre en juin 2014 son diocèse au Sacré-Cœur de Jésus et au Cœur immaculé de Marie ravivant ainsi cette ancienne dévotion aux « Cœurs Unis de Jésus et de Marie ». C'est à cette occasion qu'est diffusée par un prêtre de la Fraternité Saint-Pierre, « chapelain au service de la forme extraordinaire du rite romain, dans le doyenné de Pau-Ville », une affichette annonçant une « rencontre-conférence avec Virginie » accompagnée d'une promotion de ses révélations : « Vous qui lirez ce livre, vous serez comme des enfants : éblouis par les images. Oui, les images sont le pain qui fait tourner les pages ; ces images ont une fraîcheur inouïe et constituent une nouvelle apocalypse, une nouvelle révélation de ce que le Seigneur prépare pour le Royaume de France. » L'affichette circule en plusieurs endroits du diocèse, ce qui pose la question de son approbation par l'évêque.
Le directeur spirituel choisi par Gaëtane de Lacoste Lareymondie est à l'époque le prêtre Antoine Coehlo, qui dit en 2022 ne plus croire dans ses révélations. En mars 2023, il est suspendu par Dominique Rey en raison de « son intention d’épouser et de fonder une famille avec une femme de nationalité espagnole qu’il affirme être "l’incarnation" de l’Esprit Saint. »,,.

## Description
La raison d’être de l'Alliance des cœurs unis est de diffuser les révélations privées de Gaëtane de Lacoste Lareymondie. Elle se présente comme une association de groupes de prières à travers la France.
Les 2 700 membres revendiqués par le mouvement en 2022 sont appelés « boutons de rose » ou « roses » suivant leur grade. Ils reçoivent un scapulaire spécifique à l'Alliance. L'accueil des nouveaux membres est détaillé dans une publication de 2017 aux éditions Résiac sous le titre : Livret des rituels des Boutons de rose - pacte d’alliance - Imposition des scapulaires,,. La brochure explique que « le mouvement spirituel des roses a été demandé par Jésus à Virginie, son instrument, pour offrir à la France, Fille Aînée de l’Église, une nouvelle force d’engagement spirituel, un Pacte d’Alliance au service des deux Cœurs Unis de Jésus et Marie, dans le combat qu’ils mènent contre les forces des ténèbres. ». La devise de l'Alliance est « servir ou périr » auquel s'engage chaque membre « par un Pacte d’Alliance total et absolu », serment formulé dans le cadre du rituel des boutons de rose.
Les « roses » désignent un groupe restreint, qui compte 15 à 20 membres selon Gaëtane de Lacoste Lareymondie, dont les noms ne sont pas divulgués, et « sont le noyau dur de l’Alliance ». Pour Mikael Corre, journaliste à La Croix, ce comité réduit « a tout de même quelque chose d’une société secrète. En effet, les roses, qui n’étaient que 13 à l’origine, sont décrites dans le premier tome du livre de Virginie, Les Secrets du roi, comme « l’inverse ou le “pendant contraire” d’un ordre maçonnique mondial », qualification que conteste l'Alliance, dans un droit de réponse à son article, publié par le quotidien le 16 novembre suivi de cette mention : « La rédaction maintient ses propos, qui relèvent d’une enquête sérieuse reposant sur de nombreux témoignages recueillis par Mikael Corre. »
En Bretagne, le mouvement est notamment présent dans le Morbihan où résident plusieurs de ses responsables. L'Alliance se réunit régulièrement à Josselin, Vannes, Rennes et dans des sanctuaires comme celui du Mont-Saint-Michel et de Sainte-Anne-d’Auray, sans cependant l'approbation expresse du diocèse. À Sainte-Anne-d'Auray, selon Le Télégramme, elle se réunit devant le monument au comte de Chambord, dédié à la mémoire d'Henri d'Artois, prétendant à la couronne de France. L'article du Télégramme est suivi d'un droit de réponse qui conteste plusieurs informations avancées par le quotidien. Le mouvement se réunit aussi régulièrement pour des retraites sur une île dans les Côtes-d'Armor, propriété d'un homme d’affaires de Saint-Germain-en-Laye dans les Yvelines. Deux « roses » ont passé un pacte d'alliance sur cette île, évoquée dans Les Secrets du roi par Gaëtane de Lacoste Lareymondie, qui par ailleurs a entretenu « des liens de confiance » avec le propriétaire et son épouse, qui a elle-même été membre de l'Alliance des cœurs-unis.

## Membres notables
Marc Aillet, évêque de Bayonne, est soutien et membre de l'Alliance. Il a postfacé le Livret des rituels en donnant sa « bénédiction à l’engagement des fidèles » dans l’Alliance des Cœurs unis, sans se prononcer sur la valeur des révélations de Gaëtane de Lacoste Lareymondie, tout en « affirm[ant] que rien dans les messages de Virginie n’entre en contradiction "avec la foi ou les mœurs". »
Parmi les laïcs connus, le mouvement compte Béatrice Bourges et l'une des filles de Philippe de Villiers. L'anneau de Jeanne d'Arc, ou présumé tel, acquis par ce dernier, serait prêté régulièrement à l'Alliance des cœurs unis. Le chant des roses qui reprend les paroles du rituel de l'Alliance et sa devise « pour servir ou périr » a été composé par Steven Riche, musicien de pop-louange.
Une soixantaine de prêtres auraient rejoint l'Alliance. Parmi les très proches du mouvement figure Marie-Philippe Thurotte de la communauté Saint-Jean, aumônier du mouvement et directeur spirituel de la voyante. Un autre frère de la même communauté, « influent au cœur de la galaxie de Virginie », a été mis en examen et placé en détention provisoire le 4 juillet 2023 par le parquet de Nanterre pour « viol et agression sexuelle par personne ayant autorité sur la victime », « détention d’image pédopornographique » et « consultation habituelle de sites mettant à disposition ce type d’images »,. Selon l'Actu.fr, il s'agirait du frère Marie-Angel Carré, « membre éminent » de l'Alliance, « venu une ou deux fois » dans l'île d'après le propriétaire de celle-ci, qui lui même fréquente le religieux depuis près de 25 ans selon une source proche de sa communauté,.

## Teneur et appréciation des visions et messages de Gaëtane de Lacoste Lareymondie
Gaëtane de Lacoste Lareymondie affirme avoir reçu des visions et des messages du Christ et de sa mère, de saints comme Dominique de Guzmán, Jean-Paul II et Jeanne d'Arc, mais également de membres décédés de sa famille : « Une de mes tantes décédées, Marie-Antoinette, m’appelle et me montre quelque chose. » ; « Christine, alors décédée, sort de la droite, juste derrière l’Autel et vient à moi ».
Dans l'ouvrage préfacé par Marc Aillet, Livre de prières pour l’Alliance des Cœurs unis, la voyante semble prêter à la Vierge Marie la grossesse de sa fille, en plus de celle de Jésus : « Alors la vision s’ouvre. La Sainte Vierge Marie se présente de la même façon, avançant enceinte de ma propre fille. » La voyante se présente comme « la veuve » ou « l’épouse » du Christ qui lui aurait affirmé dans une apparition : « J’ai mis Ma bouche sur ta bouche. »,.
Elle bénéficierait également de visions revêtant un caractère symbolique comme celle qui est décrite dans le premier tome des Secrets du Roi : 13 boules blanches (représentant les « roses » du mouvement) opposées à « un triangle qui ressemble à une pyramide. Il y a 13 boules noires. Ce sont les tout-puissants de notre monde d’aujourd’hui. Je reçois qu’eux aussi ont fait un pacte, mais avec les ténèbres. » Au sujet du pape François, « elle témoigne de la vision, une semaine après son élection en 2013, "d’une boule noire à la tête de l’Église" »,. Des membres bretons de l'Alliance, rencontrés par Mikael Corre dans le cadre de son enquête, évoquent des « anges de Satan » qui inspireraient le successeur de Benoît XVI.
Joachim Bouflet, historien spécialiste des phénomènes mystiques, voit dans le message de la voyante « un programme politique royaliste. Elle prône le retour au royaume chrétien, à la France de Jeanne d’Arc. Cela s’inscrit dans une filière pseudo-mystique et occulte qui remonte jusqu’au XIXe siècle à l’image de fausses visionnaires comme la Bretonne Marie-Julie Jahenny (1850-1941). Cette "alliance" va à l’encontre de l’unité du corps ecclésial en ravivant passions et nostalgies. Elle verse dans le non-théologique, autour d’une utilisation du titre de "Marie co-rédemptrice" pouvant aller jusqu’à une déification de la Vierge. La situation sociopolitique en France est un terrain pour ce phénomène, dans un milieu traditionnel en opposition au pape François. Ceux qui y adhèrent se considèrent comme des élus, le petit reste des fidèles qui espèrent sauver la France et l’Église. »
Interrogé par Céline Hoyeau, rédactrice en chef du service religion du quotidien La Croix, Guillaume Chevallier, prêtre de la communauté Saint-Martin, explique que l'Alliance des cœurs unis s'inscrit parmi des mouvements dont « les partisans, dans certains cas eux-mêmes, rentrent en contact les uns avec les autres et créent ce qu’ils appellent le « consensus prophétique », par lequel leurs messages se renforcent les uns les autres. La France, le Canada, l’Italie, l’Irlande semblent être actuellement des milieux plus favorables à l’émergence de figures de laïcs ou de prêtres qui donnent des conférences, publient leurs révélations (parfois en direct), fondent des réseaux de groupes de prière. Ils attirent dans leur orbite d’autres mouvements aux inspirations diverses (royalisme, intégrisme, complotisme) sans s’y fondre. »
L'essayiste et chroniqueur du journal La Croix, Jean de Saint-Chéron, voit dans l'Alliance des cœurs unis « ce qui ressemble à une secte, tout ce qu’il y a de plus classique, [un] entre-soi morbide autour d’une gourou sexagénaire, parlant essentiellement, sous le couvert d’une révélation divine, d’elle-même et de ses fantasmes […] L’engouement pour ce genre de fraude témoigne certainement d’une attente, d’une angoisse, d’un besoin de croire. »
Dominique Auzenet, prêtre exorciste du Mans qui étudie les phénomènes d'occultisme et de faux-mysticisme, qualifie les visions de Virginie « d’abracadabrantesques » et déclare qu'il « est triste de voir des prêtres soutenir de telles inepties ». Il a consacré plusieurs articles de son blog sos-discernement.org à l'Alliance, dont deux ont été retirés à la demande du cabinet d'avocats de la voyante. Pour Pierre Vignon, prêtre du diocèse de Valence dans la Drôme, ancien juge ecclésiastique du diocèse de Lyon, « on assiste à une dérive doctrinale qui se rapproche des fausses apparitions de Kerizinen à Plounévez-Lochrist ». Selon le Télégramme, « des prêtres, particulièrement sceptiques, qualifiant la démarche de mystique et de délirante, demandent que ces écrits soient analysés. Parallèlement ils disent attendre plus d’autorité de la part de l’épiscopat français ».

## Accusations de dérives sectaires

### Parution de l'article de Mikael Corre dans La Croix
Le 11 octobre 2022 paraît un article de Mikael Corre publié par La Croix dans lequel le journaliste dévoile qu'au long des dernières années « des évêques ont fait part de leurs réserves [par rapport à l'Alliance des cœurs unis], conduisant l’évêque de Bayonne à demander à Virginie de mettre un temps ses conférences en pause » et que depuis mars 2022 des témoignages d'anciens membres de l'Alliance sont parvenus à la Cellule « emprise et dérives sectaires dans l’Église catholique » de l'épiscopat français. Les dénonciations d'« emprise », de « manipulation des esprits », d'« impossibilité de quitter librement le groupe des roses » conduisent son président, Jean-Luc Brunin, à alerter Marc Aillet, membre de l'Alliance, qui avait donné sa caution au mouvement dont les statuts ont été déposés dans son diocèse. Selon ce dernier, interrogé par le journaliste, « Il n’y a pas de preuves permettant de conclure à d’éventuels problèmes ». L'article de Mikael Corre est relayé par Claude Askolovitch dans sa revue de presse sur France-Inter.

### Réponse de Marc Aillet à l'article
Le 17 octobre suivant, dans son message à l'Alliance des cœurs unis publié sur le site du diocèse de Bayonne, Marc Aillet réaffirme son soutien au mouvement dans le cadre de sa « mission d’accompagnement » pastorale, contre les « graves insinuations voire même [les] accusations qui sont portées par [Mikael Corre] » dont il appartient « aux responsables de l’Alliance, qui s’en sont d’ores et déjà saisi, de
répondre ». Il dit avoir été depuis un an « alerté sur de prétendus phénomènes d’"emprise spirituelle" au sein de l’Alliance » et mis au courant en août 2022 par Jean-Luc Brunin de signalements identiques auprès de la Cellule dérives sectaires de l'épiscopat. Il annonce avoir pris à cette date « la décision de demander à un observateur extérieur de conduire des vérifications au sein du mouvement ». Selon l'article du Télégramme du 3 janvier 2024, plusieurs signalements ont été adressés aux associations de lutte contre les mouvements sectaires (Unadfi, CCMM, GEMPPI). Ces trois associations et l'AVREF ont fait paraître sur leur site un dossier sur l'Alliance des cœurs unis entre 2022 et 2023,,,.

### Rapport sur l'Alliance à la demande de l'évêque
Le 8 février 2024, Marc Aillet fait paraître un communiqué dans lequel il cite une partie des conclusions d'une enquête sur l'Alliance des cœurs unis dont il a confié le soin au dominicain Gilbert Narcisse, prieur du couvent de Bordeaux et à Aude Haushalter, laïque licenciée en théologie qui enseigne à l'Institut Pey-Berland dépendant du même diocèse. Le rapport achevé le 12 janvier 2024 comprend huit pages écrites à l'issue d'une enquête « menée de manière très sérieuse » selon Marc Aillet durant un an. Il affirme que « si la lecture des écrits de Gaëtane [de Lacoste Lareymondie] a semblé laborieuse aux enquêteurs et la nature de son expérience mystique étonnante, constatant des étrangetés », ils n'ont relevé « rien d’anormal sur le plan doctrinal ». Le rapport préconise cependant de « solliciter des personnes compétentes en matière de vie mystique et de sciences humaines, de théologie et de droit canonique, qui pourraient réaliser une autre enquête, dans le prolongement de plusieurs analyses théologiques complémentaires en cours visant à confirmer la conformité des messages avec le Magistère ».
Marc Aillet cite les deux enquêteurs qui écrivent dans leur rapport n'avoir « entendu aucune remarque négative ni même un soupçon sur une déviation ou une emprise sur les personnes. » Tout comme dans son message à l'Alliance de cœurs unis d'octobre 2022, l'évêque de Bayonne réaffirme que « le dossier de signalements de prétendues dérives sectaires auprès de la cellule épiscopale « emprises et dérives sectaires » est considéré comme clos par Mgr Jean-Luc Brunin. ».
La Commission doctrinale de la Conférence des évêques de France, chargée d'apprécier des questions d'ordre théologique, est néanmoins saisie sur le dossier de l'Alliance des cœurs-unis. Plusieurs fidèles demandent à son président, Benoît Bertrand, évêque de Pontoise, de « se prononcer clairement sur la conformité du contenu des "messages" avec les vérités de Foi enseignées par l'Église catholique. » Benoît Bertrand, interrogé en octobre 2024, indique que les travaux de la commission sur l'Alliance ne sont pas achevés, mais qu'ils « seront transmis à ceux qui l’ont sollicitée vraisemblablement d’ici la fin de l’année 2024. »

### «Visite fraternelle» du diocèse de Bayonne sur fond de soupçons de dérives sectaires
Le diocèse de Marc Aillet fait l'objet d'une « visite fraternelle » demandée par le Saint-Siège début juin 2024. Cette visite vise à identifier d'éventuels problèmes de gouvernance, à la suite de critiques qui mettent en cause l'évêque. L'un des points soulevés est la gestion du dossier de l'Alliance des cœurs-unis par Marc Aillet. Elle est confiée à Antoine Hérouard, archevêque de Dijon, qui indique ne pas être là « pour dire ce qu’il faut penser de l’Alliance [mais] comprendre comment l’évêque s’est situé par rapport à cette question »,,. « Des médias ont rapidement rappelé le lien entre Mgr Marc Aillet et l’Alliance des cœurs unis », ce que l'intéressé rejette en invoquant que « cette visite n’a rien à voir avec ce sujet, qui n’a pas de lien avec le diocèse ». Antoine Hérouard indique que « ce n’est pas l’objet de cette visite [mais qu'] en revanche, si ce sujet a un impact sur la gouvernance du diocèse, [il s]’y intéressera ». À France Bleu, il déclare cependant  « que cette association fait l'objet de critiques, il s'agit de savoir s'il n'y a pas de dérives sectaires et est-ce que (sic) dans l'accompagnement de cette association l'évêque se situe bien. » La vice-présidente de l'UNADFI dit suivre de près cette visite fraternelle afin d'obtenir une réponse de la hiérarchie catholique sur l'Alliance des cœurs unis qui inquiète l'association anti-sectes. Pour elle « le fait que les fidèles ou anciens fidèles aient peur de nous parler, c’est déjà un très mauvais signe. ».

## Publications
- Virginie (Gaëtane de Lacoste Lareymondie), Les Secrets du Roi, t. I, Éditions Résiac, 2012, 288 p. (ISBN 978-2852684607)
- Virginie, Les Secrets du Roi, t. II, Éditions Résiac, 2016, 328 p. (ISBN 9782852685116)
- Virginie (préf. Yannick Bonnet, postface Mgr Marc Aillet), Livret des rituels des Boutons de rose : Pacte d’alliance - Imposition des scapulaires, Montsûrs, Éditions Résiac, avril 2017, 48 p. (ISBN 978-2-85268-520-8, lire en ligne)
- Virginie (préf. Mgr Marc Aillet), Livre de prières pour l’Alliance des Cœurs unis, Éditions Résiac, 2021, 208 p. (ISBN 9782852685741)